# Лонок (Арканзас)
Лонок (енгл. Lonoke) град је у америчкој савезној држави Арканзас.

## Демографија
По попису из 2010. године број становника је 4.245, што је 42 (-1,0%) становника мање него 2000. године.
| Група             | 2000.         | 2010.         |
| Белци             | 3.124 (72,9%) | 2.967 (69,9%) |
| Афроамериканци    | 1.003 (23,4%) | 1.075 (25,3%) |
| Азијати           | 14 (0,3%)     | 16 (0,4%)     |
| Хиспаноамериканци | 79 (1,8%)     | 142 (3,3%)    |
| Укупно            | 4.287         | 4.245         |